# Fuenteheridos
Fuenteheridos ist ein Ort und eine Gemeinde (municipio) mit 814 Einwohnern (Stand: 2024) im Nordosten der südspanischen Provinz Huelva in der Autonomen Gemeinschaft Andalusien.

## Lage
Fuenteheridos liegt auf einer Anhöhe im Naturpark der Sierra de Aracena etwa gut 75 km (Fahrtstrecke) nordnordöstlich der Hafenstadt Huelva in einer Höhe von ca. 710 m am Río Múrtiga. Das Klima im Winter ist gemäßigt, im Sommer dagegen warm bis heiß; die geringen Niederschlagsmengen (ca. 574 mm/Jahr) fallen – mit Ausnahme der nahezu regenlosen Sommermonate – verteilt übers ganze Jahr.

## Bevölkerungsentwicklung
| Jahr      | 1970 | 1980 | 1990 | 2000 | 2010 | 2020 |
| Einwohner | 830  | 674  | 650  | 641  | 573  | 724  |

Der deutliche Bevölkerungsrückgang in der zweiten Hälfte des 20. Jahrhunderts ist im Wesentlichen auf die Mechanisierung der Landwirtschaft und den damit einhergehenden Verlust an Arbeitsplätzen zurückzuführen.

## Sehenswürdigkeiten
- Heilig-Geist-Kirche (Iglesia de Espíritu Santo)

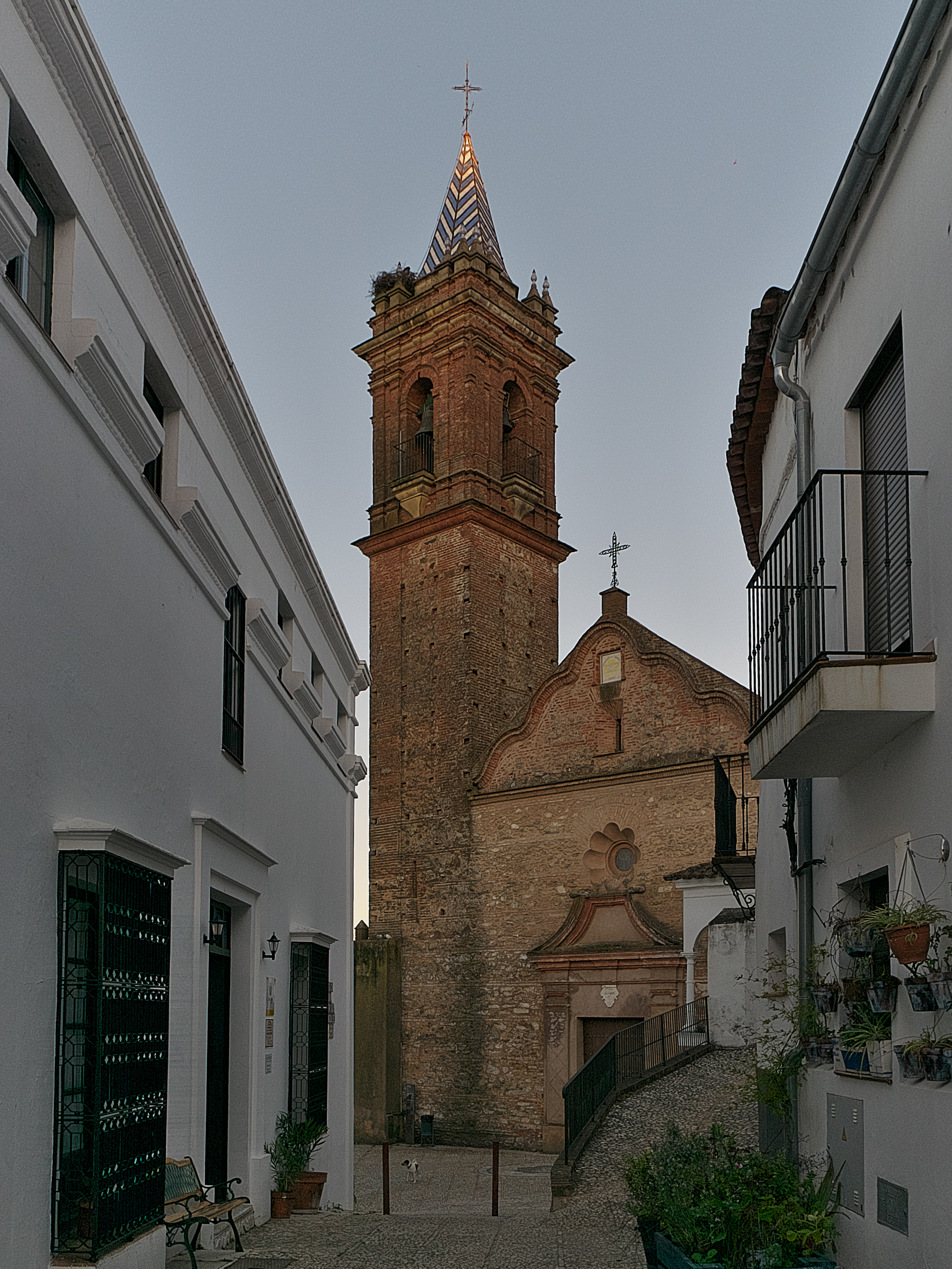
Heilig-Geist-Kirche